# Deixe
Deixe (ze starořeckého δεῖξις, deixis, ukazování) je v lingvistice ukazování (odkazování) k jednotlivým prvkům aktuální komunikační situace případně kontextu v nejširším smyslu. Různí autoři ji pojímají různě široce. Někteří zužují deixi jen na exoforickou, mimotextovou referenci, jíž se odkazuje mimo promluvu. Jiní do ní zařazují i odkazy uvnitř textu (endoforická reference).
Pro ukazování se používají deiktická slova a deiktické výrazy (souhrnně deiktika), které nemají pojmový význam – prvky světa nepojmenovávají, ale přímo ukazují na ně nebo na jejich pojmenování v textu. Jejich reference závisí na situaci promluvy a jejich sémantika může být definována pouze v relaci k entitě, k níž se vztahuje.
Jádro deiktických výrazů tvoří zájmena, k diektikům patří i některá příslovce (tzv. zájmenná příslovce) a některé číslovky (tolik, tolikátý, tolikrát). Odkazovat se mohou na účastníky komunikačního aktu (já, ty, my, vy), jiné osoby (on, ona, oni), předměty (to, toto, tamto), místo (zde, sem, tam, onde), čas (teď, včera, dnes, zítra). Deiktické prvky mají i některá slovesa (pojď, přijít, odnést).

## Členění deiktických slov

### Podle formy
- se speciální zájmennou flexí
- pravidelně skloňovaná adjektivně
- kombinující tvary „zvláštní“ s pravidelně tvořenými tvary adjektivními[7]

### Podle rodu
- bezrodá (já, ty, vy, my, kdo, co)
- rodová[7]

### Podle funkce
Klasické a školské členění:
- adjektivní
- substantivní

Podle tříd deixe:
- se vztahem ke komunikačním osobám
  - substantivní (osobní, včetně zvratných)
  - adjektivní (přivlastňovací, včetně zvratných)
- spjatá s deixí v úzkém smyslu
  - substantivní (limitativa a alterátory: sám)
  - adjektivní (limitativa a alterátory: týž, tentýž, jiný, ukazovací: ten, tento, onen, takový, taký)[7]
  - číslovková (ukazovací: tolik)
  - adverbiální místní (limitativa a alterátory: jinam, onde, jinde, jinudy, ukazovací: tu, tam, zde, tady, tamhle, tam, sem, onam, jinam, tudy, odtud,  potud)
  - adverbiální časová (limitativa a alterátory: odjindy, dojindy, projindy, ukazovací: tehdy, natehdy, odtehdy, dotehdy)
  - adverbiální způsobová (limitativa a alterátory: jinak, ukazovací: tak, takto)
- určitá/neurčitá
  - substantivní (tázací/vztažná: kdo, co, -že, -pak, neurčitá: ně-/ledas-/lec-/všeli-/kde/-(kdo/co)-/si/-koli(v), totalizátory: všechen, negativa: nikdo, nic
  - adjektivní (tázací/vztažná: jaký, který, čí, neurčitá: ně-/ledas-/lec-/kde-/všeli-/-(jaký, který, čí)-/si/-koli(v), totalizátory: každý, všichni, jeden, negativa: žádný, nijaký, ničí
  - číslovková (tázací/vztačná: kolik, neurčitá: několik)
  - adverbiální místní (tázací/vztažná: kde, kam, kudy, od-/po-kud, neurčitá: ně-, leda-, lec-, všeli-kde/kam/kudy -si, -koli(v),odně-, od-kud, -si/-koli(v), totalizátory: vš(u/a)de, negativa: ni-, zřídka-, sotva-kde/kamnikudy,  odnikud
  - adverbiální časová (tázací/vztažná: (na-, po-, od-, do-) kdy, dokud, dokavad, dokad, neurčitá: ně-, leda-, lec-kdy-si/-koli(v), totalizátory: (na-, pro-, ode-)vždy, negativa: ni-, zřídka-,sotva-kdy
  - adverbiální způsobová (tázací/vztažná: ak(-pak)kterak, neurčitá: ně-/kde-/leda-/lec-/ všeli-jak,jak-si/-koli(v), negativa: ni-, sotva-jak/kterak
  - příslovečné spřežky (tázací/vztažné: nač, zač, oč, več (-pak), negativa: pro-, za-, na-nic)